# Elbzollgericht
Elbzollgerichte waren Gerichte der ordentlichen Gerichtsbarkeit der Anrainerstaaten der Elbe.

## Geschichte
Von 1818 bis 1821 arbeitete die Elbschiffahrtskommission die Elbschiffahrtsakte vom 21. Juni 1821 aus, mit der die für die Schifffahrt hinderlichen zahlreichen Elbzölle abgeschafft werden sollten. Dies war infolge des Wiener Kongresses von den Elbanrainerstaaten Österreich (für das Königreich Böhmen), Sachsen, Preußen, den anhaltischen Herzogtümern, Hannover, Großherzogtum Mecklenburg-Schwerin mit Mecklenburg-Strelitz, Hamburg und Dänemark (für die Herzogtümer Holstein und Lauenburg) vereinbart worden.
Die Elbschiffahrtsakte regelte unter anderem die Höhe der Elbzölle und die Art und Orte der Erhebung und Kontrolle. Anstelle der bisher 35 Elbzoll-Erhebungsstellen blieben nur noch 14 Zollämter (in Aussig, Niedergrund, Schandau, Strehla, Mühlberg, Coswig, Roßlau, Dessau, Wittenberge, Schnackenburg, Dömitz, Bleckede, Boitzenburg und Lauenburg) bestehen.
Um das Handeln dieser Zollämter gerichtlich überprüfen zu lassen, verpflichteten sich die Staaten, an diesen Orten (oder möglichst nahe) Richter zu benennen. Diese Elbzollgerichte waren gemäß Art. 26 Elbschiffahrtsakte zuständig für Rechtsstreit bezüglich:
- Höhe der Zölle und Strafen für Zollvergehen
- Höhe und Zahlung der Zoll-, Kran-, Waage-, Hafen-, Warft- oder Schleusengebühren
- Störungen des Leinpfades durch Privatpersonen
- Beschädigungen an Wiesen und Feldern oder anderem, verursacht durch das Schiffziehen und andere Schäden bei der Fahrt und dem Anlanden
- Höhe der Bergelöhne und anderer Entgelte bei Unglücksfällen[1]

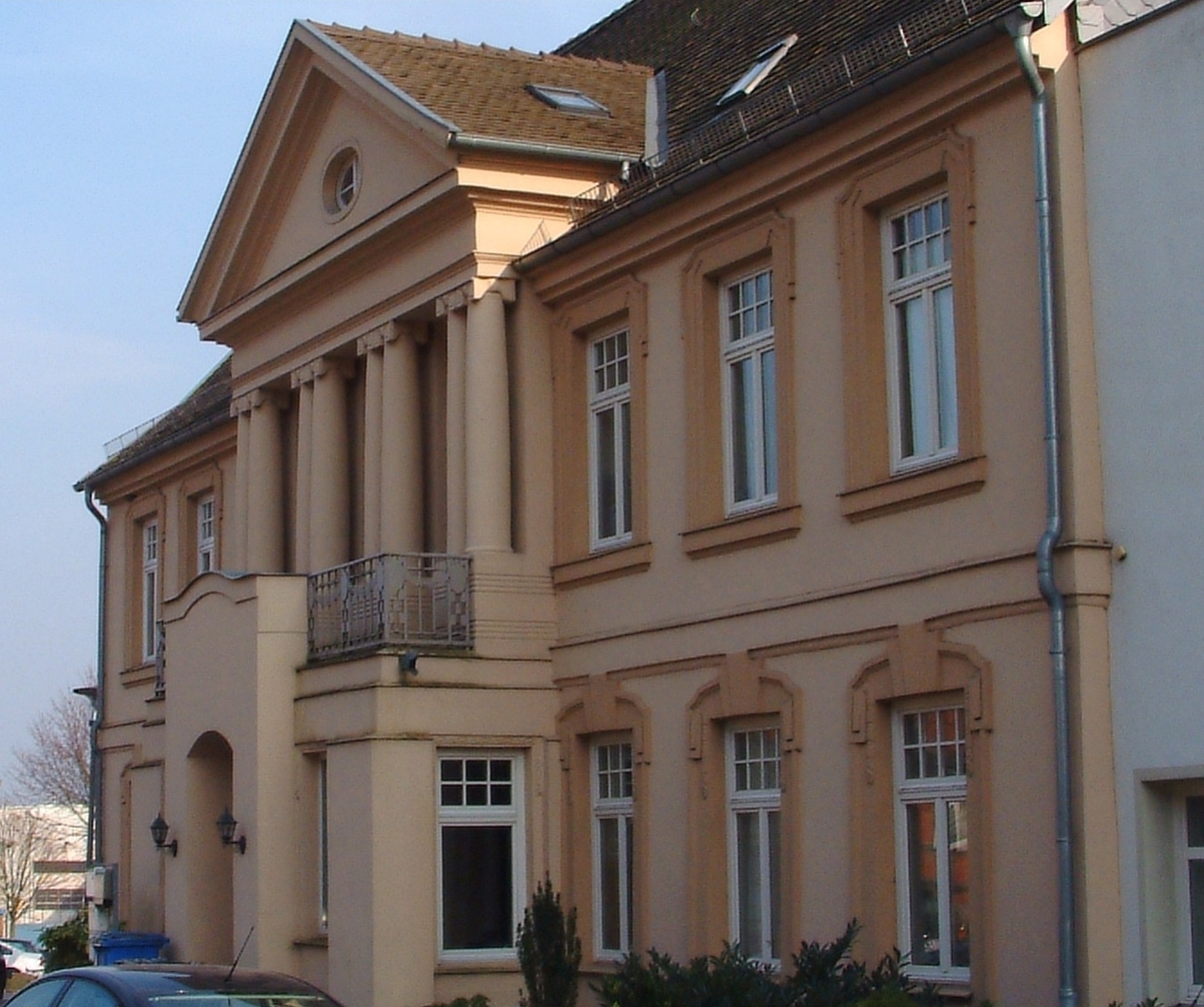
1828 errichtetes Elbzollhaus Boizenburg, eines der Elbzollgerichte in Mecklenburg-Schwerin (2015)

Die Funktion der Elbzollgerichte wurde typischerweise durch bestehende ordentliche Gerichte wahrgenommen. Durch mehrere Staatsverträge wurde die Elbschiffahrtsakte weiterentwickelt, die Einrichtung der Elbzollgerichte blieb jedoch bestehen.
Durch Bundesgesetz vom 11. Juni 1870 wurden die Elbzölle im Norddeutschen Bund abgeschafft. Damit entfiel die Hauptaufgabe der Gerichte. Sie wurden dennoch als besondere Gerichte weitergeführt und trugen auch ihren traditionellen Namen weiter. Die Reichsjustizgesetze regelten einheitlich, dass die Elbzollgerichte erster Instanz diejenigen Amtsgerichte sein sollten, durch deren Bezirk die Elbe fließt. Die dazu gehörenden Landgerichte bildeten die zweite Instanz. So entstanden 33 Elbzollgerichte in Preußen.
| Landgericht            | Amtsgericht |
| ---------------------- | --- |
| Landgericht Altona     | Amtsgericht Schwarzenbek |
| Landgericht Lübeck     | Amtsgericht Lauenburg |
| Landgericht Lüneburg   | Amtsgericht Bleckede Amtsgericht Dannenberg Amtsgericht Lüchow Amtsgericht Lüneburg Amtsgericht Neuhaus im Lauenburgschen Amtsgericht Winsen                                                  |
| Landgericht Magdeburg  | Amtsgericht Aken Amtsgericht Barby Amtsgericht Burg Amtsgericht Gommern Amtsgericht Magdeburg Amtsgericht Schönebeck Amtsgericht Wolmirstedt                                                  |
| Landgericht Neu-Ruppin | Amtsgericht Wittenberge |
| Landgericht Stade      | Amtsgericht Harburg |
| Landgericht Stendal    | Amtsgericht Genthin Amtsgericht Jerichow Amtsgericht Osterburg Amtsgericht Sandau Amtsgericht Seehausen Amtsgericht Stendal Amtsgericht Tangermünde                                           |
| Landgericht Torgau     | Amtsgericht Belgern Amtsgericht Dommitzsch Amtsgericht Jessen Amtsgericht Kemberg Amtsgericht Mühlberg Amtsgericht Prettin Amtsgericht Schmiedeberg Amtsgericht Torgau Amtsgericht Wittenberg |

In Sachsen waren dies:
| Landgericht         | Amtsgericht |
| ------------------- | --- |
| Landgericht Dresden | Amtsgericht Schandau Amtsgericht Königstein (Sächsische Schweiz) Amtsgericht Pirna Amtsgericht Dresden Amtsgericht Meißen (auch für Wilsdruff und Großenhain) Amtsgericht Riesa Amtsgericht Strehla |

In Mecklenburg-Schwerin waren dies:
| Landgericht          | Amtsgericht                               |
| -------------------- | ----------------------------------------- |
| Landgericht Schwerin | Amtsgericht Boizenburg Amtsgericht Dömitz |

Im Herzogtum Dessau war das Amtsgericht Dessau in erster und das Landgericht Dessau in zweiter Instanz Elbzollgericht. In Hamburg waren dies das Amtsgericht Hamburg und das Landgericht Hamburg.
Die Kompetenzen der Elbzollgerichte waren nun in Strafsachen: Verstöße gegen schiffahrts- und strompolizeiliche Vorschriften und Tätlichkeiten der Schiffsbesatzungen untereinander oder gegen Elbschiffahrtspolizeibeamte. In privatrechtlichen Angelegenheiten waren sie verantwortlich für
- Höhe und Zahlung der Zoll-, Kran-, Waage-, Hafen-, Warft- oder Schleusengebühren
- Störungen des Leinpfades durch Privatpersonen
- Beschädigungen an Wiesen und Feldern oder anderem, verursacht durch das Schiffziehen und andere Schäden bei der Fahrt und dem Anlanden
- Höhe der Bergelöhne und anderer Entgelte bei Unglücksfällen
- Betrag und Höhe der Lotsengebühren
- Konflikte zwischen Schiffsführer und Passagieren über Preis und Beförderungsbedingungen
- Konflikte zwischen Eignern, Schiffsführer und Mitarbeitern über Dienst- und Lohnverhältnisse